# Nahouri (tỉnh)
Nahouri là một trong 45 tỉnh của Burkina Faso thuộc vùng hành chính Centre-Sud. Tỉnh này có dân số năm 1996 là 119.739 người, mật độ dân số là 31,90 người/km² 

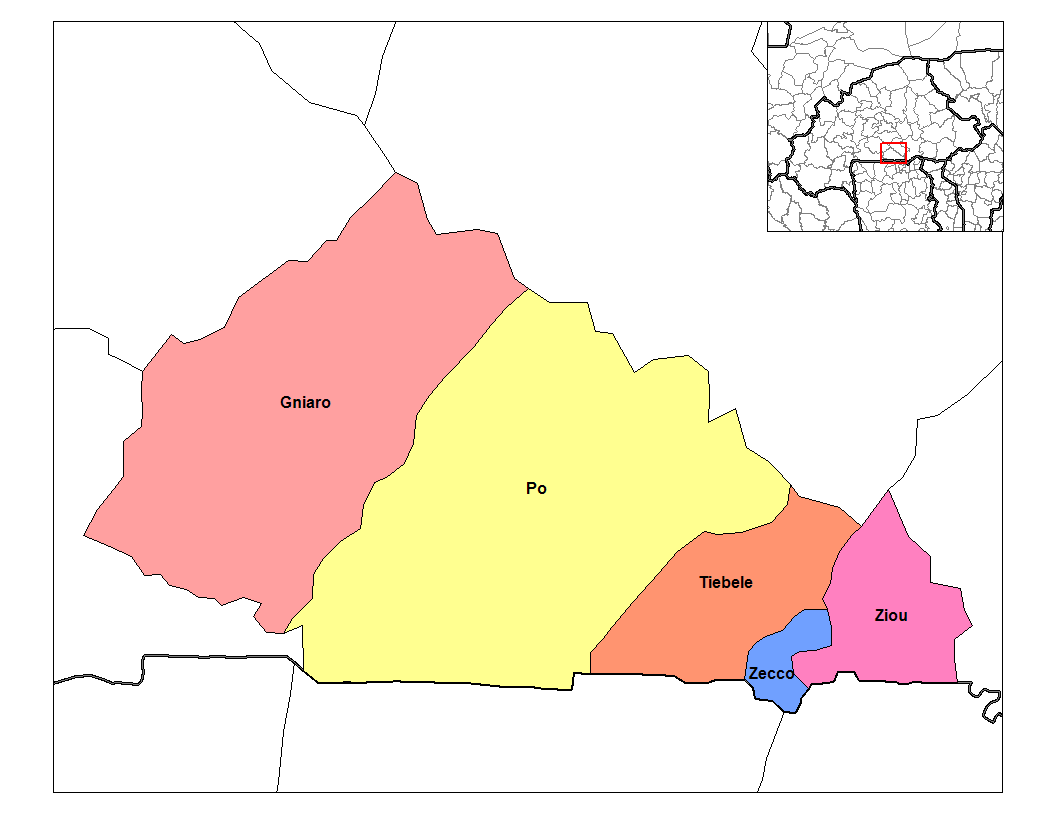
Các tổng của Nahouri

Thủ phủ là Pô.
Nahouri được chia thành 5 tổng:
- Guiaro
- Pô
- Tiébélé
- Zecco
- Ziou